# 黃垂
黃垂（越南语：Hoàng Thùy，1992年3月15日—），原名黃氏垂（越南语: Hoàng Thị Thùy），出生在清化省一个贫穷的家庭，是一名在英国工作的越南模特、越南明日超模第二季（2011年）冠軍、2012「 Top Model of the Word 」前15名、2017越南環球小姐亞軍、2019環球小姐參選佳麗。 

她是第一个出现在英国杂志上的越南模特，如Elle，Vogue和Grazia，也是能够参加倫敦時裝週和紐約時裝週的极少数越南模特之一。因此，她经常被认为是在国际上最成功的越南模特之一。
她有一个名叫黃玲的妹妹，她在2019越南环球小姐中竞争。

## 參選2019環球小姐
2019年5月6日，黄垂被正式提名为2019年环球小姐的越南代表。